# Stigmella naibabi
Stigmella naibabi là một loài bướm đêm thuộc họ Nepticulidae. Nó được miêu tả bởi Mey năm 2004. Nó được tìm thấy ở Namibia.